# Woodburn, Iowa
Woodburn är en ort i Clarke County i Iowa. Vid 2010 års folkräkning hade Woodburn 202 invånare.